# Винарец
Винарец је насељено место у саставу општине Свети Петар Ореховец у Копривничко-крижевачкој жупанији, Хрватска. До територијалне реорганизације у Хрватској налазио се у саставу бивше велике општине Крижевци.

## Становништво
На попису становништва 2011. године, Винарец је имао 170 становника.

## Попис1991.
На попису становништва 1991. године, насељено место Винарец је имало 217 становника, следећег националног састава:
| Попис 1991.‍  | Попис 1991.‍  | Попис 1991.‍ | Попис 1991.‍ | Попис 1991.‍ |
| ------------ | ------------ | ----------- | ----------- | ----------- |
|              |              |             |             |             |
| Хрвати       | Хрвати       |             | 213         | 98,15%      |
| Немци        | Немци        |             | 1           | 0,46%       |
| неопредељени | неопредељени |             | 1           | 0,46%       |
| непознато    | непознато    |             | 2           | 0,92%       |
| укупно: 217  |              |             |             |             |